# 무세포 주변층 모형
작은 모세혈관 혈역학에서 무세포층은 적혈구가 없는 벽 근처의 혈장 층이다. 왜냐하면 적혈구가 포아세유 흐름에 따라 모세혈관 중심으로 이동하기 때문이다. 무세포 주변층 모형(cell-free marginal layer model)은 파레이어스-린드크비스트 효과를 수학적으로 설명하려는 수학적 모형이다.

## 같이 보기
- 파레이어스-린드크비스트 효과
- 혈류학(혈액유변학)
- 혈류역학